# Eberstein (gmina)
Eberstein (słoweń. Svinec) – gmina targowa w Austrii, w kraju związkowym Karyntia, w powiecie Sankt Veit an der Glan. Według Austriackiego Urzędu Statystycznego liczyła 1340 mieszkańców (1 stycznia 2015).